# KN V 116
Die Lokomotive Henschel DH 1100 D ist eine vierachsige Diesellokomotive mit Stangenantrieb, die von Henschel in Kassel als Vorführlok gebaut wurde und u. a. von der Kleinbahn Kassel-Naumburg und der Butzbach-Licher Eisenbahn als KN V 116 bzw. BLE V 116 verwendet wurde.
Das Einzelstück dieser Typenreihe wurde für den schweren Rangier- und mittleren Streckendienst konzipiert. Die Typenreihe gehörte zur dritten Generation der Lokomotiven aus Kassel.

## Geschichte
Die Kleinbahn Kassel-Naumburg besaß für ihr Streckenprofil seit 1962 mit den Diesellokomotiven von Deutz und der KN V 126 starke Diesellokomotiven. Um weitere Dampflokomotiven abzulösen, beschaffte sie 1964 eine weitere Lokomotive.
Die Henschel DH 1100 war ursprünglich eine Miet- und Vorführlok. Nach der Inbetriebnahme im Jahr 1962 war sie zunächst auf mehreren Zechenbahnen im Ruhrgebiet im Einsatz, bevor sie 1964 leihweise zur Kleinbahn AG Kassel-Naumburg kam. Die Deutsche Eisenbahn-Gesellschaft plädierte nach den guten Erfahrungen mit der KN V 126 zur Beschaffung einer weiteren Großdiesellok. Zuerst wurden die Ballastgewichte demontiert und die Lok profilfrei gemacht. Nach einem Jahr Probeeinsatz wurde die Lok von der Gesellschaft angekauft und erhielt dabei die bei der KNE übliche rote Lackierung mit gelben Zierstreifen.
Die Lok wurde 1977 an die Butzbach-Licher Eisenbahn weitergegeben und war dort bis 1993 im Einsatz. Nach einer längeren Abstellzeit wurde sie im Sommer 2000 nach Italien überführt und bei verschiedenen Firmen als Bauzuglok verwendet.

## Technik
Die Lokomotive besitzt einen langen Vorbau für die Maschinenanlage und einen kurzen für die Hilfsbetriebe. Dazwischen liegt der Führerstand.
Der wassergekühlte Zwölfzylinder-Viertakt-Dieselmotor Daimler-Benz MB 820 Bb/7 wurde auf eine Leistung von 1.100 PS eingestellt. Die Kraftübertragung erfolgt mit einem Strömungsgetriebe von Voith. Die Kraftübertragung geschieht über eine mittlere Blindwelle sowie Treib- und Kuppelstangen.